# Elaine Morgan
Elaine Morgan OBE FRSL (geboren als Elaine Floyd, Pontypridd, 7 november 1920 – Rhondda Cynon Taf, 12 juli 2013) was een Welshe schrijver en feminist. Ze werd vooral bekend als auteur van verschillende evolutionair-antropologische boeken over met name de wateraaphypothese, een theorie die stelt dat voorouders van de mens na de afsplitsing van de chimpansee zich hebben aangepast aan een leven aan en in ondiep water. Haar boeken over dit onderwerp zijn:The Descent of Woman, The Aquatic Ape, The Scars of Evolution, The Descent of the Child, The Aquatic Ape Hypothesis en The Naked Darwinist (2008). Morgan schreef ook Falling Apart en Pinker's List. In 2016 werd ze genoemd als een van de 50 belangrijkste Welsh mannen en vrouwen aller tijden.

## Biografie
Elaine Floyd werd geboren in Hopkinstown, vlak bij Pontypridd in Wales waar ze ook haar jonge jaren doorbracht. Een groot deel van haar leven (tot aan haar dood) woonde Morgan in Mountain Ash, vlak bij Aberdare. Ze studeerde af in Engels aan Lady Margaret Hall aan de Universiteit van Oxford. Ze trouwde met Morien Morgan. Samen kregen ze drie kinderen.

## Schrijverscarrière
Morgan begon in de jaren vijftig met professioneel schrijven nadat ze een schrijfcompetitie in de New Statesman had gewonnen. Later trad ze in dienst van de BBC toen deze haar toneelstukken verwerkte voor televisie. Morgan's werk omvatte populair drama, columns in kranten en een serie publicaties over antropologie.
Morgan schreef voor meerdere televisieseries waaronder bewerkingen voor tv van How Green Was My Valley (1975) en Testament of Youth (1979). Ander werk omvatte afleveringen van Dr. Finlay's Casebook (1963–1970), het biografische drama The Life and Times of David Lloyd George (1981) en bijdragen aan de serie Campion (1989). Ze schreef ook het script voor de Horizon documentaire over Joey Deacon, een invalide fondsenwerver. In 1975 won ze de Prix Italia voor de televisiebewerking van Vera Brittain's Testament of Youth (1979).
In 2003 begon Morgan met het schrijven van een wekelijkse column voor de Welshe krant The Western Mail. Hiervoor ontving ze in 2011 de prijs voor Columnist van het Jaar tijdens de Regional Press Awards.
Haar boek Pinker's List was een antwoord op het boek The Blank Slate van Steven Pinker. Pinker gaat ervan uit dat menselijk gedrag vooral door de evolutionaire psychologie wordt bepaald. In haar boek verwierp Morgan zijn idee van objectiviteit en betoogde ze dat het geloof in een schone lei - dat hij ridiculiseerde - al lange tijd niet meer bestond.

## Wateraaphypothese
Morgan begon met het schrijven van wetenschappelijke artikelen nadat ze populariserende artikelen over de tweebenigheid als resultaat van de evolutie van de mens had gelezen, onder andere van de hand van Desmond Morris. Ze beschreef haar geïrriteerde reactie op die boeken omdat de aanpak van Morris  grotendeels gecentreerd was rondom mannen. Zo redeneerde Morgan dat als de mens zijn lichaamsbeharing had verloren als gevolg van de aanpassing dat de mens moest kunnen zweten tijdens het jagen op groot wild in de savanne, dit niet verklaarde waarom ook vrouwen hun lichaamsbeharing waren kwijtgeraakt. Zij zorgden immers voor de kinderen en hoefden niet te zoveel te zweten. En dat terwijl moderne mannen veelal zwaarder behaard zijn dan vrouwen.
Toen ze Desmond Morris' The Naked Ape herlas, kwam ze de hypothese tegen dat mensen voor langere tijd door een waterfase waren gegaan, de zogenaamde wateraaphypothese. Ze nam contact op met Desmond Morris en hij verwees haar door naar Alister Hardy. Haar eerste boek The Descent of Woman (1972) was oorspronkelijk bedoeld om de weg te plaveien voor Hardy's meer wetenschappelijke boek. Hij publiceerde dat boek echter nooit.
Morgan's eerste publicatie werd in 1975 beschreven door Edward Osborne Wilson. Deze vergeleek het waarin hij het vergeleek met andere advocacy approaches zoals The Imperial Animal als een onvermijdelijke feministische tegenaanval. Hij beschreef de methode als minder wetenschappelijk dan andere hypotheses uit die tijd. Morgan accepteerde deze kritiek en haar latere boeken werden in een meer wetenschappelijke toon geschreven. Ze claimde dat ze, als een buitenstaander en niet-wetenschapper, vijandigheden ervoer van wetenschappers. Als gevolg daarvan lijken vele van haar boeken zowel geschreven te zijn om tegengas te geven aan de vele kritieken die haar ten deel vielen na de wateraaphypothese alsook de verdiensten van die hypothese voor het voetlicht te brengen. Het verhaal van Morgan's gevecht om te zorgen dat haar wateraaphypthese serieus werd genomen werd in 1988 verbeeld in de BBC-documentaire The Aquatic Ape.
Morgan's versie van de wateraaphypothese had een grote populaire aanhang, maar heeft nooit aanzienlijke acceptatie of serieus onderzoek ontvangen vanuit de wetenschappelijke gemeenschap. De wateraaphypothese was het onderwerp van een wetenschappelijk symposium in Valkenburg in 1987, maar alle papers waren voornamelijk kritisch over de hypothese. Desondanks bleef Morgan haar hypothese promoten met verschillende uitnodigingen om te spreken op universiteiten en symposia; in 2009 hield ze een TED talk.
Vanaf ongeveer 2000 kreeg de hypothese meer aandacht en acceptatie bij serieuze wetenschappers, zoals blijkt uit een tweetal radioprogramma's van David Attenborough in 2016 getiteld The Waterside Ape waarin ook nieuwe aanwijzingen voor een aquatisch verleden van de mens worden gepresenteerd.

## Eerbetoon en prijzen
Morgan ontving twee BAFTAs en twee prijzen van het Writers' Guild.
De Glamorgan Universiteit kende haar in december 2006 een eredoctoraat in de literatuur toe, de Cardiff-universiteit maakte haar in 2007 een honorary fellow en beloonde haar met de Letten F. Saugstad Prize voor haar bijdrage aan wetenschappelijke kennis. In 2009 werd Morgan aangesteld als Officer of the Order of the British Empire (OBE) voor haar verdiensten in de literatuur en onderwijs. In datzelfde jaar werd ze gekozen als een Fellow van de Royal Society of Literature (FRSL).

### Toneelstukken
- The Waiting Room: A Play for Women in One Act (1958)
- Rest You Merry: A Christmas Play in Two Acts (1959)
- Eli’r Teulu: Comedi Dair Act (1960)
- The Soldier and the Woman: A Play in One Act (1961)
- Licence to Murder: A Play in Two Acts (1963)
- A Chance to Shine: A Play in One Act (1964)
- Love from Liz (1967)

### Paleontologie
- The Descent of Woman (Nederlands: De vrouw, onze voorvader) (1972)
- The Aquatic Ape (1982)
- The Scars of Evolution, (1990)
- The Descent of the Child. Human Evolution from a New Perspective (1995)
- The Aquatic Ape Hypothesis (1997)
- The Naked Darwinist (2008)
- L'origine della donna, (2012)

### Ander werk
- Essay 'The Escape Route'
- Falling Apart: The Rise and Decline of Urban Civilisation (1976), ISBN 0-285-62234-X
- Pinker's List (2005), ISBN 0-9525620-2-2